# Richard Conte (acteur)
Pour les articles homonymes, voir Richard Conte et Conte (homonymie).
Richard Conte, à l'état civil Nicholas Peter Conte, est un acteur américain, né le 24 mars 1910 à Jersey City (New Jersey) et mort le 15 avril 1975 à Los Angeles (Californie).

## Biographie
Nicholas Peter Conte est le fils de parents italo-américains : Julia (Fina), une couturière, et Pasquale Conte, un coiffeur. 
Après le lycée, il travaille comme chauffeur de camion, messager, vendeur de chaussures et garçon de café. Il est découvert par les acteurs Elia Kazan et John Garfield alors qu'il travaille dans une station balnéaire du Connecticut, ce qui l'amène au théâtre. Il obtient une bourse pour étudier à l'école d'art Neighborhood Playhouse School of the Theatre de New York, où il se démarque des autres élèves comédiens. Il débute à Broadway dans des pièces de théâtre.
Pendant la Seconde Guerre mondiale, il sert dans l'armée américaine mais est réformé à cause de problèmes oculaires.

## Carrière
En mai 1943, il signe un contrat à long terme avec les studios 20th Century Fox ; son prénom est alors changé en Richard Conte. La même année il tourne son premier film, Guadalcanal, où il tient le quatrième rôle. Un autre film de guerre suit : Prisonniers de Satan ; cette fois-ci il obtient le second rôle. Puis en 1945, il décroche le rôle principal dans Le Commando de la mort avec Dana Andrews pour partenaire. 

### Le succès
Le studio Fox le propulse en tête d'affiche avec un film noir, The Spider (1945). C'est un film de série B, mais qui remporte un succès commercial suffisamment important pour établir Richard Conte dans le genre du film noir. Ainsi, entre 1945 et 1957 il joue dans plusieurs films noirs tournés par les plus grands réalisateurs : Quelque part dans la nuit de Joseph L. Mankiewicz ; Appelez nord 777 de Henry Hathaway, avec James Stewart. Il est un meurtrier poursuivi par le lieutenant Victor Mature dans La Proie de Robert Siodmak. Puis La Maison des étrangers de Joseph L. Mankiewicz ; La Femme au gardénia réalisé par Fritz Lang, dans lequel joue également sa femme, Ruth Storey. Dans Association criminelle (1955), il est le chef de gang qu'essaye de coincer le lieutenant Cornel Wilde.

### Années 1960 et 1970
La carrière de Richard Conte ralentit dans les années 1960. Il se tourne vers la télévision et joue dans des épisodes de diverses séries, telles que Alfred Hitchcock présente et Les Incorruptibles.
En 1968, il réalise son seul et unique film : Operation Cross Eagles (en), un film de guerre dans lequel lui-même joue, au côté de Rory Calhoun.
En 1972, il fait partie de la distribution de Le Parrain de Francis Ford Coppola : il y incarne l'un de ses personnages les plus mémorables, celui du chef mafieux Don Emilio Barzini. À la suite du grand succès du film, Richard Conte se voit attribuer fréquemment des rôles de mafieux, pas moins de sept films au cours de l’année 1973, dont : Le Boss, The Big Family, My Brother Anastasia avec Alberto Sordi, Rue de la violence ou Les Grands Fusils avec Alain Delon.

### Vie privée
Richard Conte épouse l'actrice Ruth Storey (en) en 1943. Le couple adopte un fils, le monteur de films Mark Conte. Divorcé en 1963, il se remarie avec Shirlee Garner en 1973.
En 1975, à l'âge de 65 ans, Richard Conte succombe à une crise cardiaque et à une attaque cérébrale.

## Filmographie

### Comme acteur
- 1939 : Heaven with a Barbed Wire Fence (en) : Tony
- 1943 : Guadalcanal (Guadalcanal Diary) de Lewis Seiler : le capitaine Don Davis
- 1944 : Prisonniers de Satan (The Purple Heart) de Lewis Milestone : le lieutenant Angelo Canelli
- 1945 : Capitaine Eddie (Captain Eddie), de Lloyd Bacon : le soldat John Bartek
- 1945 : Une cloche pour Adano (A Bell for Adano) de Henry King : Nicolo, le prisonnier de guerre italien
- 1945 : Le Commando de la mort (A Walk in the Sun) de Lewis Milestone : soldat Rivera
- 1945 : L'assassin rôde toujours (The Spider) de Robert D. Webb : Chris Conlon
- 1946 : Quelque part dans la nuit (Somewhere in the Night) de Joseph L. Mankiewicz : Mel Phillips
- 1947 : L'Orchidée blanche (The Other Love) d'André de Toth : Paul Clermont
- 1947 : 13, rue Madeleine d'Henry Hathaway : Kuncel, alias William H. 'Bill' O'Connell
- 1948 : Appelez nord 777 (Call Northside 777) de Henry Hathaway : Frank Wiecek
- 1948 : La Proie (Cry of the City) de Robert Siodmak : Martin Rome
- 1949 : Big Jack de Richard Thorpe : Dr Alexander Meade
- 1949 : La Maison des étrangers (House of Strangers) de Joseph L. Mankiewicz : Max Monetti
- 1949 : Les Bas-fonds de Frisco (Thieves' Highway) de Jules Dassin : Nico 'Nick' Garcos
- 1949 : Le Mystérieux Docteur Korvo (Whirlpool) d'Otto Preminger : Dr William Sutton
- 1950 : Brigade secrète (The Sleeping City) : Fred Rowan
- 1951 : La Quatrième Issue (The Raging Tide) : Bruno Felkin
- 1951 : Under the Gun : Bert Galvin
- 1951 : Un crime parfait (Hollywood Story (en)) de William Castle : Larry O'Brien
- 1952 : Le Libérateur (The Fighter) : Filipe Rivera
- 1952 : L'Heure de la vengeance (The Raiders) de Lesley Selander : Jan Morrell
- 1953 : La Femme au gardénia (The Blue Gardenia) de Fritz Lang : Casey Mayo
- 1953 : La Légion du Sahara (Desert Legion) de Joseph Pevney : Crito Damou
- 1953 : Les Esclaves de Babylone (en) (Slaves of Babylon) : Nahum
- 1954 : La Tueuse de Las Vegas (Highway Dragnet) de Nathan Juran : le sergent James Henry
- 1954 : La Course à la mort (Mask of Dust) : Peter Wells
- 1955 : Association criminelle (The Big Combo) de Joseph H. Lewis : M. Brown
- 1955 : New York confidentiel (New York Confidential) de Russell Rouse : Nick Magellan
- 1955 : The Big Tip Off (en) : Johnny Denton
- 1955 : L'Affaire du singe rouge (en) (Little Red Monkey) : Bill Locklin
- 1955 : Bengazi (en) de John Brahm : John Gillmore
- 1955 : Dix Hommes pour l'enfer (Target Zero) de Harmon Jones : lieutenant Tom Flagler
- 1955 : Une femme en enfer (I'll Cry Tomorrow) de Daniel Mann : Tony Bardeman
- 1956 : Pleine de vie (Full of Life) : Nick Rocco
- 1957 : Les Frères Rico (The Brothers Rico) de Phil Karlson : Eddie Rico
- 1958 : Barrage contre le Pacifique (This Angry Age) de René Clément : Michael
- 1959 : Ceux de Cordura (They Came to Cordura) de Robert Rossen : caporal Milo Trubee
- 1959 : The Four Just Men (série télévisée) : Jeff Ryder (1959)
- 1960 : The Gambler, the Nun and the Radio (téléfilm) : Gaetano Ruiz
- 1960 : L'Inconnu de Las Vegas (Ocean's Eleven), de Lewis Milestone : Anthony 'Tony' Bergdorf
- 1960 : Pepe de George Sidney : Caméo
- 1961 : Les Incorruptibles série télévisée de Quinn Martin : Le Grand Réseau
- 1963 : Mercredi soir, 9 heures... (Who's Been Sleeping in My Bed?) de Daniel Mann : Leonard Ashley
- 1964 : The Eyes of Annie Jones (en) : David Wheeler
- 1964 : Le Plus Grand Cirque du monde (Circus World) de Henry Hathaway : Aldo Alfredo
- 1965 : Extraña invasión (en) : Steven Jameson
- 1965 : La Plus Grande Histoire jamais contée (The Greatest Story Ever Told) de George Stevens, David Lean et Jean Negulesco : Barabbas
- 1965 : Synanon (en) : Reid
- 1966 : Le Hold-up du siècle (Assault on a Queen), de Jack Donohue : Tony Moreno
- 1966 : The Jean Arthur Show (série télévisée) : Richie Wells (1966)
- 1967 : Hôtel Saint-Gregory (Hotel) de Richard Quine : Dupere
- 1967 : Tony Rome est dangereux (Tony Rome), de Gordon Douglas : lieutenant Dave Santini
- 1968 : Sentence de mort (Sentenza di morte), de Mario Lanfranchi : Diaz
- 1968 : Operation Cross Eagles (en) : lieutenant Bradford
- 1968 : La Femme en ciment (Lady in Cement) de Gordon Douglas : lieutenant Dave Santini
- 1969 : Explosion : Dr Philip Neal
- 1970 : The Challengers (TV) : Ritchie
- 1972 : Piazza pulita
- 1972 : Le Parrain (The Godfather) de Francis Ford Coppola : Emilio Barzini
- 1973 : L'onorata famiglia: Uccidere è cosa nostra de Tonino Ricci : Antonio Marchesi
- 1973 : Le Boss (Il boss), de Fernando Di Leo : Don Corrasco
- 1973 : Anastasia mio fratello ovvero il presunto capo dell'Anonima Assassini : Alberto 'Big Al' Anastasia
- 1973 : Rue de la violence (Milano trema: la polizia vuole giustizia) de Sergio Martino : Padulo « Salassolio »
- 1973 : Big Guns : Les Grands Fusils (Tony Arzenta), de Duccio Tessari : Nick Gusto
- 1973 : L'Emprise des sens (Anna, quel particolare piacere) : don Barzini
- 1974 : Salut les pourris (Il poliziotto è marcio) de Fernando Di Leo
- 1974 : Eroticofollia : Dr Stone
- 1975 : Rome violente (Roma violenta), de Marino Girolami : Avv. Sartori
- 1975 : La encadenada
- 1975 : Bacchanales infernales (Un urlo dalle tenebre) d'Angelo Pannacciò : l'exorciste
- 1992 : The Godfather Trilogy: 1901-1980 (vidéo) : don Emilio Barzini

### Comme réalisateur
- 1968 : Operation Cross Eagles (en)